# Setornis
Setornis is een geslacht van zangvogels uit de familie buulbuuls (Pycnonotidae). De enige soort:
- Setornis criniger  – Langsnavelbuulbuul